# UGM-73 Poseidon
Die UGM-73 Poseidon war eine U-Boot-gestützte ballistische Rakete (SLBM) aus den Vereinigten Staaten. Die Poseideon-Raketen waren bei ihrer Einführung die ersten SLBM mit MIRV-Gefechtsköpfen.

## Entwicklung
Bereits bei der Entwicklung der UGM-27C Polaris A3 beabsichtigte die United States Navy eine weitere Ausführung dieser Rakete mit einer größeren Reichweite zu entwickeln. Daraufhin untersuchte das United States Navy Special Projects Office das Polaris-Konzept auf den U-Booten der Lafayette-Klasse hinsichtlich einer möglichen Reichweitensteigerung. Dabei untersuchte man auch die Stoßdämpfer, mit welchen die Polaris-Raketen an den Schachtwänden in den Raketenschächten fixiert waren. Würde man diese Stoßdämpfer weglassen, könnte man eine Rakete mit einem größeren Durchmesser und somit einer größeren Reichweite im Raketenschacht unterbringen. Im November 1963 startete das Programm Polaris B3 mit dem Ziel, eine Rakete mit einer Reichweite von 5.600 km (3.500 Meilen) zu entwickeln. Im Laufe des Jahres 1964 wurde beschlossen die neue Rakete mit MIRV-Gefechtsköpfen auszurüsten und die Forderung nach größerer Reichweite wurde zweitrangig. Im Januar 1965 stellte Lyndon B. Johnson das Programm der Öffentlichkeit vor, welches nun die Bezeichnung Poseidon C3 trug. Im selben Jahr bekamen die Raketen die offizielle Bezeichnung UGM-73. Am 16. August 1968 erfolgte ab dem Kennedy Space Center der der erste Start eine UGM-73. Bis im Juni 1970 fanden dort 20 Testflüge mit der UGM-73 statt, von denen 14 als erfolgreich gewertet wurden. Am 3. August 1970 erfolgte der erste Teststart ab einem U-Boot, der USS James Madison (SSBN-627). Danach wurden weiter vier Testflüge ab U-Booten durchgeführt, welche alle erfolgreich verliefen. Am 31. März 1971 waren die ersten UGM-73 Poseidon einsatzbereit und gingen an Bord der USS James Madison auf Patrouille. Nach weiteren Testfügen die fehlerhaft verliefen wurden Qualitätsmängel an den Raketenbauteilen, insbesondere an der Verkabelung und der Elektronik festgestellt. Daraufhin mussten die bereits ausgelieferten Raketen aus den U-Booten entnommen und nachgebessert werden. Bis zum Produktionsende im Jahr 1978 wurden bei Lockheed Martin 619 Poseidon-Raketen produziert.

## Technik
Die UGM-73 Poseidon war eine zweistufige, U-Boot-gestützte ballistische Rakete mit Feststoffraketentriebwerken. Die Rakete hatte eine typisch zylinderförmige Rumpfgeometrie mit einem Durchmesser von 1.880 mm (74 Zoll) sowie einer ogiven Raketenspitze mit einem Basisdurchmesser von 1.830 mm (72 Zoll). Die Rakete kann grob in drei Sektionen aufgeteilt werden: Erste Raketenstufe, zweite Raketenstufe und die Gefechtskopfsektion.

### Erste Raketenstufe
Die Rakete verwendete in der ersten Raketenstufe ein von Hercules Inc. und Thiokol entwickeltes Raketentriebwerk mit einer hydraulisch beweglichen Düse. Die Stufe entwickelte am Boden einen Startschub von 980,6 kN, hatte eine Länge von 3,99 m und wog 18.987 kg, wovon 17.599 kg auf den Treibstoff entfielen. Als Raketentreibstoff wurde Ammoniumperchlorat-Verbundtreibstoff (APCP) verwendet. Die Beplankung bestand aus Glasfaserverstärktem Kunststoff (GFK).
Oben auf der ersten Stufe befand sich der Stufenadapter für die Verbindung zur zweiten Stufe. Diese Zwischensektion war 0,86 m lang und wog rund 88 kg. Die Beplankung bestand aus einer gehärteten Aluminiumlegierung. Zwei Wartungsluken ermöglichten den Zugang zu den Komponenten am oberen Ende der ersten Antriebsstufe und am unteren Ende zweiten Antriebsstufe. Weiter gab es Entlüftungsöffnungen für den Druckausgleich unter Wasser sowie in der Atmosphäre.

### Zweite Raketenstufe
Die zweite Raketenstufe verwendete ein von Hercules Inc entwickeltes Raketentriebwerk mit einer hydraulisch beweglichen Düse. Die Stufe entwickelte einen Schub von 392,3 kN, hatte eine Länge von 1,50 m und wog 7.763 kg, wovon 7.203 kg auf den Treibstoff entfielen. Als Treibstoff wurde Komposit-Modifizierter Doppelbasis-Treibstoff (CMDB) auf der Basis von Cellulosenitrat, Ammoniumperchlorat, Oktogen und Aluminiumpulver als Oxidator verwendet. Die Beplankung bestand aus Glasfaserverstärktem Kunststoff. Die zweite Antriebstufe verfügte über eine Schubterminierung. Zu diesem Zweck waren Raketenstufe kopfseitig sechs Öffnungen angebracht, die zum gewünschten Zeitpunkt aufgesprengt wurden, wobei sich der Innendruck in der Treibstoffkammer schlagartig reduzierte.
Oben auf der zweiten Stufe befand sich ein Adapterkonus für die Verbindung zur Gefechtskopfsektion. Diese Zwischensektion war 0,61 m lang und wog rund 98 kg. Der Konus hatte unten einen Durchmesser von 1.880 mm welcher sich nach oben auf 1.830 mm verjüngte. Eine Wartungsluke gewährte Zugang zur Lenkeinheit und für Testflüge konnten in dem Konus Messgeräte platziert werden. Die Beplankung bestand aus einer gehärteten Aluminiumlegierung.

### Gefechtskopfsektion

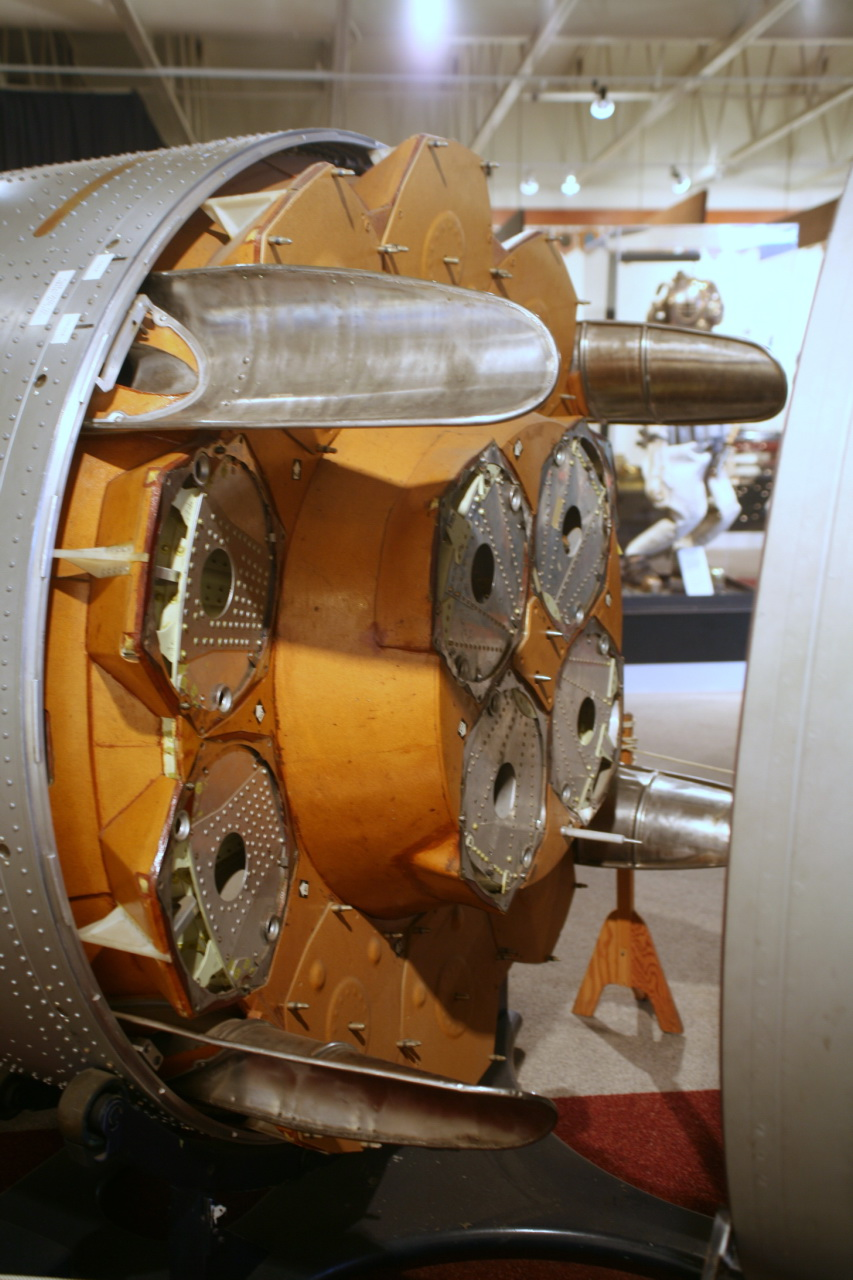
Die unbeladene Gefechtskopfsektion einer Poseidon

Die Gefechtskopfsektion war 0,65 m lang und wog rund 84 kg. Die Beplankung bestand aus einer gehärteten Aluminiumlegierung. Oben auf der Gefechtskopfsektion war die ogive Nutzlastverkleidung aufgesetzt. Diese war aus mit Aluminiumblechen beplankten Holzwerkstoffplatten aus Sitka-Fichte gefertigt, wog rund 37,6 kg und war 2,31 m lang. Sie enthielt zwei kleine Raketentriebwerke, um die Verkleidung nach deren Absprengen aus der Flugbahn der Rakete zu befördern. Unter der Nutzlastverkleidung war der Wiedereintrittskörperträger (englisch Post Boost Vehicle oder Bus) platziert. Im Wiedereintrittskörperträger befand sich die Lenkeinheit und der Träger konnte mit bis zu 14 MIRV-Gefechtsköpfen beladen werden. Die Lenkeinheit sowie die Gefechtsköpfe waren gegen Elektromagnetische Impulse von Kernwaffenexplosionen im Weltraum geschützt. Die Wurfmasse der Poseidon betrug je nach Quelle 1.497–2.000 kg.

#### Lenkeinheit
Die Mk 3-Lenkeinheit wurde von General Electric, Raytheon, Bendix Corporation, Honeywell International sowie vom MIT entwickelt. Die Lenkeinheit bestand aus einem Inertialen Navigationssystem sowie einer Elektronikbaugruppe mit einem Digitalcomputer. Für das inertiale Navigationssystem wurden drei IRIG-Trägheitsreferenz-Gyroskope (Inertial Reference Integrating Gyroscopes) verwendet und für die Geschwindigkeitsmessung waren drei gepulste PIPA-Geschwindigkeitsmesser (Pulsed Integrating Pendulous Accelerometers) verbaut. Die Elektronikbaugruppe verwendete Schaltkreise mit kleiner Integration (SSI) mit etwa 5000 Gatter. Der Digitalcomputer arbeitete mit 100 KByte Festwertspeicher (ROM) für die permanente Programmspeicherung sowie 12 KByte Kernspeicher (RAM) für die Variablen vor und während dem Flug.

#### Wiedereintrittskörperträger & Gefechtsköpfe
Der Wiedereintrittskörperträger wurde von einem Festtreibstoff-Gasgenerator angetrieben. Weiter waren am Wiedereintrittskörperträger kleine Raketenmotoren zur Lageregelung sowie für die Rollbewegungen verbaut. Auf dem Wiedereintrittskörperträger waren bis zu 14 kegelförmigen Mk 3-Wiedereintrittskörper aufgesetzt. Bei diesen wurde als Hitzeschild eine Berylliumlegierung sowie eine Spitze aus Graphit verwendet. Die Graphitspitze hatte eine asymmetrische Form, die beim Durchfliegen der Erdatmosphäre den Wiedereintrittskörper in leichte Rotation versetzte, um ein ungleichmäßiges Abbrennen des ablativen Hitzeschildes zu verhindern. In dem Wiedereintrittskörper war ein W68-Nukleargefechtskopf verbaut, der vom Lawrence Livermore National Laboratory entwickelt wurde. Der Nukleargefechtskopf besaß eine Sprengleistung von 40–50 kT. Für die Zündung des primären Kernspaltungssprengsatzes wurden anfänglich Sprengstofflinsen aus polymer-gebundenem Sprengstoff vom Typ LX-09 verwendet. Dieser Sprengstoff begann sich allerdings früh zu zersetzen, so dass später die Sprengstoffe LX-10 und LX-10-1 verwendet wurden. Die bereits ausgelieferten Gefechtsköpfe mussten von den Raketen entnommen und beim Hersteller nachgebessert werden. Insgesamt wurden 5.250 Gefechtsköpfe für die Poseidon-Raketen gefertigt.

## Stationierung & Einsatzkonzept

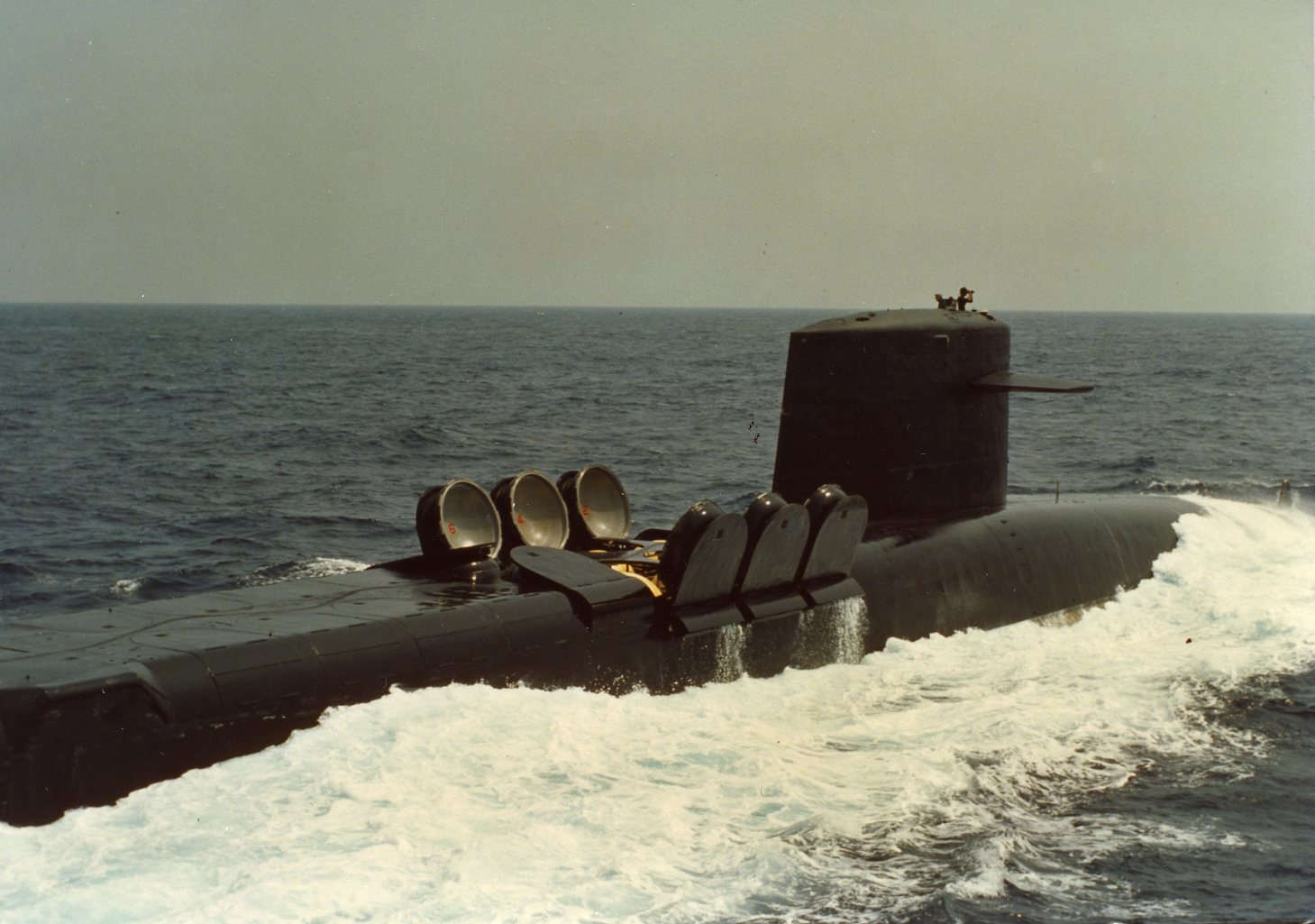
Die USS Woodrow Wilson mit teilweise geöffneten Raketenschächten

Die UGM-73 Poseidon war ab 1971 auf den U-Booten der Lafayette-Klasse sowie deren Unterklassen James-Madison-Klasse und Benjamin-Franklin-Klasse stationiert. Die älteren U-Boote der Ethan-Allen-Klasse blieben weiterhin mit der UGM-27C Polaris A3 bewaffnet. Diese Boote gingen im Pazifischen Ozean entlang der Ostküste der Sowjetunion auf Patrouille. Die Boote mit den Poseidon-Raketen operierten im Atlantischen Ozean und im Mittelmeer. Für diese Boote standen die Marinebasis Rota in Spanien und der Stützpunkt Holy Loch in Schottland zur Verfügung. Die Poseidon-Raketen waren ein wichtiger Bestandteil der MAD-Doktrin. Die Raketen waren aufgrund ihrer kleinen Gefechtsköpfe und dem eher großen Streukreisradius (CEP) primär für einen Zweitschlag vorgesehen. Zu den wahrscheinlichen Zielen gehörten Militärflugplätze, Militärbasen, militärische Depots sowie zivile Infrastruktur- und Industrieziele.
Jedes U-Boot konnte 16 startbereite Poseidon-Raketen in den Raketenschächten mitführen. Die Schächte waren beheizt, so dass darin eine optimale Temperatur für den Raketentreibstoff herrschte. Die Raketen waren mit dünnen Schaumstoffpolstern an den Wänden der Raketenschächte fixiert. Alle Raketen an Bord wurden mit dem Mk 88-Feuerleitsystem gesteuert und überwacht. Ein Startbefehl wurde über Längstwelle (VLF / SLF) an ein U-Boot gesendet. Für dessen Empfang schleppte das Boot am Heck ein rund 1,5 km langes Antennenkabel hinterher. Der verschlüsselte Startbefehl wurde von Langwellensendern an Land oder von Flugzeugen vom Typ EC-130 „TACAMO“ mit dem Airborne Launch Control System (ALCS) an Bord gesendet. Nach dem Erhalt eines Startbefehls musste dieser unabhängig von zwei Offizieren auf seine Echtheit geprüft werden. Nachdem das geschehen war, öffneten zwei weitere Offiziere einen Tresor mit Doppeltür. Zu jeder dieser Türen hatte jeweils nur ein Offizier (und ein Ersatzmann) den Code für das Zahlenkombinationsschloss. Der Tresor enthielt den Schlüssel zur Aktivierung der Abschusssequenz und wurde von den beiden Offizieren dem U-Boot-Kommandant übergeben. Weiterhin musste der Waffenoffizier einen weiteren Tresor öffnen, der den zum Abschuss der Raketen benötigten Auslöser enthielt. Nachdem ein Startbefehl eingegangen war, musste mit dem SINS (Ships Inertial Navigation System) die aktuelle Position des U-Bootes bestimmt werden. Dazu wurde u. a. das LORAN-Funknavigationssystem und das Transit-Satellitennavigationssystem genutzt. Danach wurden die Poseidon-Lenkeinheiten hochgefahren und die aktuellen Koordinaten eingegeben. Waren die Raketen startbereit, wurden die Abdeckungen der Raketenschächte geöffnet. Die Startvorbereitungen dauerten 12–15 Minuten. Die Startsequenz wurde vom U-Boot-Kommandant und dem Ersten Offizier ausgelöst, indem sie gleichzeitig zwei Zündschalter drehten. Danach wurden mit einer kurzen Verzögerung die Raketen in einem minimalen Intervall von 15 Sekunden gestartet. Somit konnte das U-Boot alle 16 Raketen innerhalb von vier Minuten starten. Der Raketenstart konnte aus einer Tauchtiefe von 30–50 m erfolgen. Beim Start wurde die Poseidon-Raketen mit Gasdruck, mit einer Geschwindigkeit von 40–50 m/s aus dem Raketenschacht gestoßen. Dabei durchstieß die Raketenspitze eine Membran auf der Oberseite des Raketenschachtes und Meerwasser drang in diesen ein. Nach einer Strecke von rund 10 m zündete die erste Raketenstufe und die Rakete bewegte sich Richtung Wasseroberfläche.
Nach dem Durchstoßen der Wasseroberfläche nahm die Rakete den einprogrammierten Kurs ein und bewegte sich himmelwärts. Nachdem die erste Raketenstufe ausgebrannt war, wurde diese mit Pyrobolzen abgesprengt. Dabei zündete verzugslos die zweite Raketenstufe. Nachdem die Rakete eine vorbestimme Höhe erreicht hatte, wurde die Nutzlastverkleidung abgesprengt und mit kleinen Raketentriebwerken aus Flugbahn der Rakete zu befördern. Mit dem Ausbrennen oder der Schubterminierung der zweiten Raketenstufe wurde der Wiedereintrittskörperträger abgetrennt und die Raketenstufe mit Bremsraketen abgebremst. Die Brennschlussgeschwindigkeit betrug bis zu 12.900 km/h (Mach 10,4). Während der Beschleunigungsphase ermittelte die Lenkeinheit die nötigen Lenkkommandos, um die Rakete auf dem vorgegebenen Kurs zu halten. Der Wiedereintrittskörperträger beschleunigte und stieg nun weiter und steuerte einen bestimmten Punkt im Raum an. Dabei konnte das Apogäum mehr als 800 km betragen. Jetzt konnte der Träger die letzten Positionsänderungen vornehmen. Die Wiedereintrittskörper wurden nun in einer Sequenz, bei der der Wiedereintrittskörperträger zwischendurch jeweils Kurskorrekturen durchführte, auf ihre individuellen ballistischen Flugbahnen entlassen. In Abhängigkeit zur Beladung und Schussdistanz vergrößerte sich das Gebiet über die der Wiedereintrittskörperträger die MIRV-Gefechtsköpfe verteilen konnte (englisch Footprint). War die Poseidon-Rakete mit 14 Wiedereintrittskörpern beladen, betrug die Reichweite rund 3.333 km und es konnten keine Ziele quer zur Flugbahn anvisiert werden. Wurde die Anzahl der Gefechtsköpfe auf 10 reduziert (was der typischen Beladung entsprach) betrug die Reichweite rund 4.630 km und die Wiedereintrittskörper konnten gegen Ziele maximal 278 km quer zur Flugrichtung der Rakete gerichtet werden. Mit einer Beladung von 6 Wiedereintrittskörpern lag die maximale Reichweite bei rund 5.550 km. Dabei konnten die Wiedereintrittskörper gegen Ziele 556 km quer der Flugbahn gerichtet werden. Nachdem der letzte Wiedereintrittskörper entlassen worden war, folgte der Wiedereintrittskörperträger diesen auf ihrer Trajektorie und verglühte beim Wiedereintritt in die Erdatmosphäre. Die Gefechtsköpfe können in der Luft, unmittelbar über dem Boden oder bei Bodenkontakt gezündet werden. In Abhängigkeit zur Schussdistanz wurde ein Streukreisradius (CEP) von 460–550 m erzielt.

## Status
Die UGM-73 Poseidon befand sich von 1971 bis 1992 auf den U-Booten der Lafayette-Klasse im Einsatz. Bis im August 1982 wurden 12 dieser Boote mit dem Poseidon-Nachfolgemodell UGM-96 Trident I ausgerüstet. Insgesamt wurden während der Entwicklung und ihrer Dienstzeit 268 Poseidon-Raketen für Test-, Überprüfungs- und Demonstrationszwecke gestartet. Der letzte Start erfolgte ab dem U-Boot USS Kamehameha (SSBN-642) am 30. April 1990. Die letzten Patrouillen wurden 1991 von der USS Kamehameha (SSBN-642) und der USS Ulysses S. Grant (SSBN-631) durchgeführt. Bis im September 1992 wurden alle Poseidon-Raketen aus den noch verbleibenden U-Booten entladen. Mitte 1994 wurden die letzten U-Boote der Lafayette-Klasse für ihre Außerdienststellung vorbereitet.